# Filmvásár (cannes-i fesztivál)
A cannes-i Filmvásár (franciául: Marché du Film) a cannes-i fesztivál idején tartott hivatalos filmes szakkiállítás és vásár. 
Az 1950-es évek végére a fesztivál szervezői úgy ítélték meg, hogy a hetedik művészeti ág egyben ipar is, és nem elegendő a fesztiválon bemutatott filmekről csupán művészeti vitákat folytatni, hanem azokat el is kell adni, azaz a filmgyártás szereplőit össze kell hozni a filmforgalmazókkal. A felismerés eredményeként 1959-ben megalapították a Filmvásárt, amelyen a világ filmes szakemberei találkozhatnak, tárgyalhatnak és intézhetik jogi ügyleteiket. Az első alkalommal a régi fesztiválpalotához csatolt vetítősátorban rendezték meg a vásárt, amely az évek folyamán gyorsan kiterjedt a környező filmszínházakra is. 
A filmgyártás világát változatos formában bemutató seregszemle egyben a filmművészet egyedülálló platformjának számít. Miközben elősegíti a filmkészítők, gyártók és forgalmazók egymásra találását, valamint a nemzetközi szintű szakmai kapcsolatok létrejöttét, a 2004-ben létrehozott Produceri Hálózat (Producers Network) keretében alkalmat ad a filmproducereknek, hogy filmterveiket ismertessék a potenciális befektetőkkel, ami gyorsítóilag hat a nemzetközi koprodukciós alkotói és pénzügyi folyamatokra.
Sokoldalú információs szolgáltatásai, elsősorban a folyamatosan frissített Cinando.com elnevezésű internetes filmipari adatbázisa, amelyben megtalálhatók a filmek, a vállalatok, a tervek és a filmjogok, egész évben a produkciós felek rendelkezésére állnak.
A Filmvásár napjainkra valódi irányadó rendezvénnyé vált. 2008-ban 97 ország 10 709 filmszakemberét fogadta; 4173 társaság ajánlott 5613 filmet, melyeknek közel fele szervezés vagy már gyártás alatt állt. 1628 vetítésen összesen 1004 filmet mutattak be, háromnegyedüket premier előtt.

## Külső hivatkozások
- A Filmvásár hivatalos honlapja (angolul), (franciául)
- A Cinando.com honlapja (angolul)
- A cannes-i fesztivál hivatalos honlapja (angolul), (franciául)